# 篠原孝子 (バレーボール)
篠原 孝子（しのはら たかこ、1966年10月1日 - ）は、日本の元バレーボール選手、チームスタッフ。

## 来歴
栃木県鹿沼市出身。宇都宮女子商業高校を経て、1984年イトーヨーカドーに入社。
日本リーグで活躍し、1991年アジア選手権にバレーボール全日本女子メンバーに選出された。
1993年現役引退後は、東京家政学院大学に入学。管理栄養士の資格を取得し、イトーヨーカドー・武富士バンブーのアシスタント・トレーナーとしてチームを支えた。

## 球歴・受賞歴
- 所属チーム履歴

鹿沼東小→鹿沼東中→宇都宮女子商業高校→イトーヨーカドー（1984-1993年）
- 全日本代表 - 1991年